# Bastard-Mehlbeeren
Die Bastard-Mehlbeeren (Sorbus latifolia agg.) sind eine Artengruppe der Mehlbeeren. Es handelt sich um Bastarde zwischen der Elsbeere (Sorbus torminalis) und Arten der Mehlbeeren-Gruppe (Sorbus aria agg.). Sennikov und Kurtto führen diese Hybridgruppe seit 2017 unter dem Namen Karpatiosorbus.

## Entstehung
Die Bastard-Mehlbeeren sind ein natürlicher, als Ergebnis verschiedener Hybridisierungsvorgänge entstandener Komplex von apomiktischen Arten, an deren Entstehung neben der Elsbeere (Sorbus torminalis) verschiedene Arten aus der Verwandtschaft der Mehlbeere (Sorbus aria s. l.) beteiligt waren. Sie pflanzen sich i. d. R. apomiktisch fort, produzieren also auf ungeschlechtlichem Weg fruchtbare Samen und sind sehr merkmalskonstant. Diese apomiktischen Arten sind alle jeweils Endemiten in kleineren Arealen in Europa.

## Vorkommen
Diese Mehlbeeren kommen häufig an den gleichen Wuchsorten vor, an denen auch die Eltern-Arten zu finden sind. Dies sind lichte und warme Standorte auf kalkreichem Boden. Besonders sind sie in wärmeliebenden Eichenmischwäldern (Quercion pubescenti-petreae) sowie Eichen-Hainbuchen-Wäldern zu finden, manche Arten darüber hinaus auch in Kalkbuchenwäldern (Fagion). Im Main-Tauber-Gebiet (Bayern und Baden-Württemberg) sind Kiefernwälder und ihre Ränder beliebte Lebensräume.
Die Areale gehen manchmal (z. B. bei Sorbus badensis) über die einer Elternart (hier Sorbus graeca s. l.) mehr oder weniger deutlich hinaus.

## Pflanzenbeschreibung
Es sind meist große, kräftige, selten kleine Bäume oder Sträucher. Jung ist die Borke glatt, später reißt sie auf und ist spannrückig. Die Blätter sind länglich-eiförmig bis fast kreisrund. Sie sind derber als bei der Elsbeere. Der Blattrand ist meist deutlich stufig gelappt oder doppelt gesägt, unterscheidet sich aber von Art zu Art stark. Anfänglich besitzen die Spitzen der Blattzähne wie bei der Elsbeere eine Drüse. Die Blattspreiten-Basis ist abgerundet oder keilförmig. Abhängig von der Art sind 8 bis 12 Seitennervenpaare vorhanden. Die Unterseite der Blätter ist grünlich, grau oder gelblich, dünn filzig oder wollig-filzig und wird zum Herbst teilweise kahl. Die Blattstiele sind 15 bis 30 Millimeter lang. Die Kelchblätter vertrocknen oder bleiben fleischig. Es sind meist 2, selten auch 3 oder 4 Griffel vorhanden. Die Früchte sind länger als breit oder beinahe kugelig und in der Regel gelbrot, Ausnahmen sind Sorbus badensis mit hellroten und Sorbus latifolia s. str. mit gelbbraunen. Die Lenticellen der Früchte sind unterschiedlich in Bezug auf die Anzahl und Größe.

## Bastard-Formen
Unter anderem gehören in Mitteleuropa folgende Arten zu diesem Komplex:
- Spitzlappige Mehlbeere – Sorbus acutisecta
- Badische Mehlbeere – Sorbus badensis
- Böhmische Mehlbeere – Sorbus bohemica
- Täuschende Mehlbeere  – Sorbus decipiens
- Außergewöhnliche Mehlbeere – Sorbus eximia
- Fränkische Mehlbeere – Sorbus franconica
- Breitblättrige Mehlbeere – Sorbus latifolia s. str.
- Heilinger Mehlbeere  – Sorbus heilingensis
- Eisenacher Mehlbeere – Sorbus isenacensis
- Kordigast-Mehlbeere – Sorbus cordigastensis
- Ries-Mehlbeere – Sorbus fischeri
- Meyers Mehlbeere – Sorbus meyeri
- Vielkerbige Mehlbeere  – Sorbus multicrenata
- Schwachgelapte Mehlbeere – Sorbus parumlobata
- Slowakische Mehlbeere – Sorbus slovenica
- Gredinger Mehlbeere – Sorbus schuwerkiorum
- Seybold-Mehlbeere – Sorbus seyboldiana
- Arnstädter Mehlbeere – Sorbus subcordata

Wegen der weitgehend übereinstimmenden äußeren Merkmale werden auch die gelegentlich spontan entstehenden Primärhybriden (Sorbus × decipiens) der Elsbeere (S. torminalis) und der Mehlbeere (S. aria s. l.) ebenfalls zur Sorbus latifolia-Gruppe gezählt.